# Cousinia aspera
Cousinia aspera là một loài thực vật có hoa trong họ Cúc. Loài này được (Kult.) Karmysch. mô tả khoa học đầu tiên năm 1966.